# 吉迪尔·埃利亚松

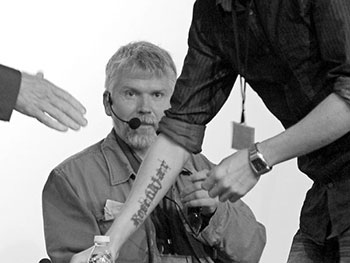
2011年的吉迪尔

吉迪尔·埃利亚松（冰岛语：Gyrðir Elíasson，1961年4月4日－），冰岛作家、翻译家。

## 生平
吉迪尔生于雷克雅未克，但他的童年却在北部省的小镇松扎克罗库尔度过。1982年，他毕业于松扎克罗库尔中学。在大学期间，他开始创作诗歌。他的第一本书是诗集《黑白吊带》，出版于1983年。
他也致力于将外国文学作品翻译成冰岛语，他认为“将一只手放在翻译上是冰岛作家的职责。”目前，他已经翻译了美国小说家理查德·布劳提根的四本书。
目前，吉迪尔已经写了十部诗集以及五本散文集。他的作品特征被概括为“高度個人化”。
吉迪尔现居雷克雅未克，已婚并有三个孩子。

## 荣誉
- 2011年，北欧理事会文学奖。凭借短篇小说集《树之间》[5]
- 2000年，冰岛文学奖以及拉克斯内斯奖。凭借小说集《黄房子》

## 作品列表

### 诗集
- 《单色牙套》Svarthvít axlabönd, 1983
- 《盲》Blindfugl/Svartflug, 1986
- 《两个月亮》Tvö tungl, 1989
- 《冬与夏的行程》Vetraráform um sumarferðalag, 1991
- 《印度之夏》Indíánasumar, 1996
- 《变暗》Upplitað myrkur, 2005
- 《有些诗》Nokkur ljóð, 2012
- 《这里长不出柠檬木》Hér vex enginn sítrónuviður, 2012
- 《诗集：1983-2012》Ljóðaúrval 1983-2012, 2015
- 《最后的护照》Síðasta vegabréfið, 2016

### 散文
- 《肺鱼》Lungnafiskarnir, 2014
- 《长波》Langbylgja, 2016

### 短篇小说集
- 《纸船雨》Bréfbátarigningin, 1988
- 《暮光之塔》Kvöld í ljósturninum, 1995
- 《不情愿的角度》Tregahornið, 1993
- 《水人》Vatnsfólkið, 1997
- 《永恒的木工，和其他故事》Trésmíði í eilífðinni og fleiri sögur, 1998
- 《黄房子》Gula húsið, 2000
- 《石木》Steintré, 2005
- 《树之间》Milli trjánna, 2009
- 《铜场》Koparakur, 2014

### 中长篇小说
- 《行走的松鼠》Gangandi íkorni, 1987
- 《酒店之夏》Hótelsumar, 2003
- 《砂石计：田园奏鸣曲》Sandárbókin. Pastoralsónata, 2007
- 《南窗》Suðurglugginn, 2012
- 《三月的悲伤》Sorgarmarsinn, 2018